# Hypoplectis pertextaria
Hypoplectis pertextaria är en fjärilsart som beskrevs av Jacob Hübner 1823. Hypoplectis pertextaria ingår i släktet Hypoplectis och familjen mätare. Inga underarter finns listade i Catalogue of Life.